# Billaea agrianomei
Billaea agrianomei là một loài ruồi trong họ Tachinidae.